# Toma (nume)
Toma este atât un nume de familie, cât și un prenume românesc și bulgăresc. Numele a fost/este purtat de următoarele persoane notabile:

## Persoane cu acest nume de familie
- Adrian Toma (n. 1976), fotbalist român
- Alexandru Toma (1875-1954), scriitor, poet, jurnalist și traducător român de origine evreiască
- Ana Toma (1912-1991), activistă comunistă de partid din România de origine evreiască
- Aurel Toma (1911-1980), boxer român
- Carmen Toma (n. 1989), atletă română
- Constantin Toma (politician) (1878-1942), avocat și om politic român
- Constantin Toma (senator) (n. 1959), politician român
- Constantin I. Toma (1935-2020), botanist-morfolog român
- Costică Toma (1928 - 2008), fotbalist și antrenor român
- Cuzin Toma (n. 1977), actor român
- Dumitru Toma (n. 1955), scriitor și jurnalist român
- Florentina Marilena Toma (n. 1976), politician român
- Horia-Victor Toma (n. 1955), politician român
- Ilie Toma (n. 1969), deputat român
- Ioan Toma (n. 1954), politician comunist român
- Ion Toma (n. 1950), politician român
- Laurențiu Toma (n. 1981), handbalist român
- Loredana Toma (n. 1995), halterofilă română
- Marius Toma (n. 1986), fotbalist român
- Mircea Toma (n. 1952), jurnalist român, activist pentru drepturile omului
- Nicolae Toma (1874-1943), delegat în Marea Adunare Națională de la Alba Iulia
- Sanda Toma (actriță) (1934-2022), actriță română
- Sanda Toma (canotaj) (n. 1956), canotoare română
- Sanda Toma (caiac) (n. 1970), caiacistă română
- Sergiu Toma (n. 1987), judocan din Republica Moldova
- Sorin Toma (1914-2016), ziarist comunistevreu din România de origine evreiască
- Svetlana Toma (n. 1947), actriță din Republica Moldova
- Valer Toma (n. 1957), canotor român
- Vasile Toma (1954-2013), poet din Republica Moldova
- Vasilică Toma (n. 1976), senator român
- Victor Toma (1922-2008), inginer român

## Persoane cu acest prenume
|  | Acastă pagină se referă la un prenume. Eventual vezi legături interne. |